# 3162 Носталгија
3162 Носталгија (енгл. 3162 Nostalgia) је астероид главног астероидног појаса чија средња удаљеност од Сунца износи 3,158 астрономских јединица (АЈ).
Апсолутна магнитуда астероида је 11,3.